# Epsilonoides leiocephalus
Epsilonoides leiocephalus är en rundmaskart som beskrevs av Steiner 1931. Epsilonoides leiocephalus ingår i släktet Epsilonoides och familjen Epsilonematidae. Inga underarter finns listade i Catalogue of Life.